# KALIBAPI
KALIBAPI (tagalski Kapisanan sa Paglilingkod sa Bagong Pilipinas, ang. Association for Service to the New Philippines, Stowarzyszenie na rzecz Nowych Filipin) – filipińska kolaboracyjna organizacja podczas japońskiej okupacji Filipin w okresie II wojny światowej.
Po zajęciu Filipin przez wojska japońskie i rozpoczęciu ich okupacji japońskie władze wojskowe w styczniu 1942 r. powołały Filipińską Komisję Wykonawczą z Jorge B. Vargasem jako jej przewodniczącym. Pełniła ona rolę tymczasowego organu rządowego na obszarze tzw. Wielkiej Manili, a następnie całego kraju. 8 grudnia zdelegalizowała ona wszystkie partie i organizacje polityczne. Japończycy postanowili natomiast powołać organizację złożoną z Filipińczyków-kolaborantów, która pełniłaby pomocnicze funkcje administracyjne i kontrolne. W rezultacie pod koniec grudnia powstała KALIBAPI, grupując różne nacjonalistyczne grupy skłonne do współpracy z Japończykami. Na jej czele stanął Benigno Aquino Senior. Była ona narzędziem Japończyków do indoktrynacji i kontroli społeczeństwa filipińskiego oraz gospodarczego drenażu wysp. Utworzono także kobiecą oraz młodzieżową sekcję KALIBAPI, w skład której wchodzili młodzi Filipińczycy w wieku od 7 do 18 lat.
Po powołaniu przez Japończyków 6 maja 1943 r. Republiki Filipin, zmieniły się zadania i formy działania KALIBAPI. Stała się ona podstawą nowego kolaboracyjnego systemu władzy. 19 czerwca doszło do zorganizowania jej konwencji, na której 20 działaczy zostało wybranych do Przygotowawczej Komisji ds. Niepodległości. Przygotowała ona konstytucję dla Republiki Filipin i wybrała Jose P. Laurela na jej prezydenta. Do 20 września reprezentanci KALIBAPI w prowincjach i miastach wyłonili spośród siebie 54 przedstawicieli do Filipińskiego Zgromadzenia Narodowego, stanowiącego quasi-parlament. Na jego inauguracyjnym zgromadzeniu B. Aquino Senior został wybrany na przewodniczącego. 14 października oficjalnie ogłoszono niepodległość marionetkowej Republiki Filipin i jednocześnie zawarto sojusz z Cesarstwem Japonii. Działacze KALIBAPI weszli w skład różnych agencji i organizacji tworzonych przez rząd filipiński.